# Второе прусское восстание
Второе прусское восстание, или Великое прусское восстание (пол. II powstanie pruskie) — восстание прусских племен против владычества Тевтонского ордена в 1260—1274 годах. Восстание началась в сентябре 1260 года после поражения войск крестоносцев в битве с войском ВКЛ на озере Дурбе. В этом сражении погибли ландмейстер Ливонского ордена Буркхард фон Хорнхаузен, орденский маршал Генрих Ботель и около 150 рыцарей ордена.

## Первая фаза восстания: 1260—1265

Военные действия в начале восстания

К начавшемуся восстанию присоединились почти все прусские племена, обитавшие на территории между Неманом и Вислой, кроме Помезании и Хелминской земли. Каждое племя избрало своего собственного вождя. Самбами командовал Гланда, натангами — Геркус Монте, бартами — Диван, вармийцами — Глаппе, погезанами — Ауттум, ятвягами — Скуманд. Пруссы освободили большую часть своих земель, а также захватили несколько городов: Бартенштейн, Решель, Гейльсберг и Браунсберг. Епископы самбийский и вармийский вынуждены были покинуть свои епархии. Последними бастионами ордена остались твердыни, расположенные на реках и Вислинском заливе: Велау, Кёнигсберг, Бальга и Эльблонг.
Орденский хронист Пётр из Дусбурга писал: «В тот же год, в канун святого Матфея, апостола и евангелиста, пруссы, видя, что братья понесли потери в этой битве в братьях, оруженосцах, конях, оружии и прочем необходимом для сражения, громоздя зло на зло и беду на беду, снова отступились от веры и христиан и скатились к прежним заблуждениям, и самбы одного человека по имени Гланде, наттанги — Генриха Монте, вармийцы — Глаппа, погезаны — Ауттума, барты — Дивана выбрали предводителями и вождями своего войска».
«Эти предводители и вожди войск назначили точный день для того, чтобы все, собравшись при оружии, все до единого проповедников веры христианской убить и полностью уничтожить. Что они и исполнили, ибо всех христиан, которых они встретили за пределами укреплений в земле Прусской, одних, к прискорбию нашему, умертвили, других, захватив в плен, увели в вечное рабство; церкви, часовни и молельни Божии они сжигали, с церковными святынями кощунственно обращались, церковное облачение и сосуды использовали непозволительным образом, священников и прочих служителей церкви беспощадно убивали».
В 1261 году на помощь тевтонским рыцарям прибыли ряд немецких феодалов. Вместе с немецкими крестоносцами рыцари предприняли опустошительный поход на Натангию, взяв в плен и перебив многих местных жителей. В ответ натанги 22 января 1261 года напали на часть крестоносцев при Покарвисе и нанесли последним поражение. В том же году Орден предпринял поход на Самбию, который возглавил граф Вальтер фон Барби. Крестоносцы разорили Самбию. Самбы, собрав силы, напали на крестоносцев и нанесли им поражение 21 января. Сам граф фон Барби был ранен в бою.
Воодушевленные успехом, пруссы «… осадили замки Кенигсберг, Крейцбург и Бартенштейн» и Хейльсберг, доведя осажденных до голода. Орденские гарнизоны в панике покинули замки Хейльсберг и Рёссель.

## Литовская интервенция
Поддержку повстанцам оказал великий князь литовский Миндовг, который воспользовался возможностью для увеличения своего влияния в этом регионе. Литовцы атаковали также владения союзника Ордена, князя Земовита Мазовецкого, который погиб в 1262 году во время обороны замка Уяздув. В 1263 году великий князь литовский Миндовг был убит, но, многие добровольцы из Литвы по-прежнему поддерживали прусское восстание. На стороне пруссов также выступали жмудины и князь новгородский Александр Ярославич Невский.
В связи с драматической ситуацией в Тевтонском ордене, папа римский Урбан IV обратился за поддержкой для братьев ордена к европейскому рыцарству. В обмен за участие в борьбе с пруссами он обещал им прощение грехов, независимо от продолжительности их участия в крестовом походе в Пруссии. Тевтонским рыцарям поспешили на помощь крестоносцы из Германии, в частности, графы Вильгельм фон Юлих и Энгельберт фон Марк, которые в январе 1262 года со своими отрядами прибыли в Кёнигсберг. В сражении поод стенами замка крестоносцы разгромили самбов. Согласно Пётру из Дусбурга, в этом сражении крестоносцы перебили более трех тысяч самбов и других пруссов. Вскоре Геркус Мантас с большим войском натангов осадил Кёнигсберг, но не смог взять орденский замок. Во время осады Геркус Мантас был ранен копьем.
Но постепенно инициатива войны переходила в руки тевтонских рыцарей и к 1264 году, одержав целый ряд мелких побед, они восстановили свое господство над Самбией, в том же году началось военное давление на Бартию. Война перетекла в фазу обоюдных опустошительных набегов на земли и замки. Осады орденских замков пруссами длились до трех лет, а замок Бартенштейн был сдан крестоносцами на четвёртый год осады. В это же время войско объединенное пруссов, судовов и литовцев вторглось в Самбию и осадило замок Вилов. Но орденский гарнизон отстоял замок и вынудил врага отступить.
В 1263 году прусский вождь Геркус Мантас с войском натангов напал на Хелминскую землю. Восставшие пруссы опустошили орденские владения. Ландмейстер Тевтонского ордена Хельмерих фон Рехберг собрал все имеющиеся силы и стал преследовать противника. В битве при Любаве крестоносцы потерпели сильное поражение от прусского ополчения. В этом сражении погибли сам орденский ландмейстер и сорок рыцарей.
«В том же году Генрих Монте, вождь наттангов, с сильным войском вторгся в Кульмскую землю и, не говоря о множестве людей и прочей неисчислимой добыче, которую он забрал с собой, он сжег все сооружения, стоящие за пределами укреплений, и обагрил ту землю кровью христианской. Когда это достигло слуха магистра брата Хельмерика, он созвал всю силу войска своего и гнал их до земли Любавской и, построив войско свое к сражению, доблестно напал на них. Пруссы же, окруженные засеками, сначала оказывали решительный отпор, но наконец бежали, а христиане, гонясь за ними, рассыпались и, хоть в этом бегстве они многих убили, все же, когда пруссы увидели у знамени горсточку людей, объединившись, вернулись к засекам и, начав новую битву, длившуюся долго, в конце концов, по воле Господа, чьи пути неисследимы, убили магистра и брата Дитриха, маршала, и 40 братьев и все войско христианское, и совершено было такое избиение народа Божиего, что считается оно большим, чем то, что было раньше в куршском сражении, ибо, хотя здесь не было стольких убитых, как там, однако погибли почти все видные и выдающиеся люди, чьей мудростью и усердием управлялась и земля Прусская и велась война».
11 января 1266 года скончался князь Святополк II Померанский. Ему наследовал его старший сын Мстивой II, который убедил пруссов, чтобы они разорили Кульмскую землю и Помезанский епископат. В ответ на это ландмейстер Тевтонского ордена Людвиг фон Бальдерсхейм организовал ответный поход на пограничные владения Мстивоя. Крестоносцы опустошили окрестности замков Нейенбург и Дерсовия. После этого померанский князь Мстивой II 3 января 1268 года вынужден был заключить мирный договор с Тевтонским орденом.

## Вторая фаза восстания 1265—1273
Начиная с 1265 года, баланс сил меняется в пользу Тевтонского ордена. Неспособность взять неприступные крепости вызвало распад народного ополчения прусских племен и склонило чашу весов в пользу крестоносцев. Папа римский Климент IV объявил новый крестовый поход в Пруссию. Осенью 1265 года в Кёнигсберг прибыли герцог Альбрехт I Брауншвейг-Люнебургский и ландграф Альбрехт II Мейсенский со своими отрядами. В следующем 1266 году на помощь тевтонским рыцарям в Пруссию прибыл маркграф Оттон Бранденбургский, который основал город Бранденбург. Вскоре этот город был взят и разрушен вождем вармийцев Глаппе, но маркграф отстроил его заново. На рубеже 1267/1268 года в Пруссию вторично прибыл чешский король Пржемысл Отакар II с большими силами. Хелминская земля и Помезания, где были сильные позиции тевтонских крестоносцев, стали мишенью для набегов со стороны бартов и ятвягов. Во время одного из набегов в 1271 году вождь бартов Дивон осадил замок Шёнензе, во время осады которого он был убит выстрелом из баллисты. Прусское восстание потерпело окончательное поражение после прибытия графа Дитриха Клевского, который в 1272 году совершил опустошительный поход на Натангию.
В 1273 году вождь судавов (ятвягов) Скуманд предпринял опустошительный поход на орденские владения. Во время первого похода Скуманд разорил Кульмскую землю. Во время похода он разделил свои силы, одна часть войска двинулась на Торунь, а другая на замок Кульмензе, «убивая, хватая и сжигая все, что ни попадалось им на пути». В течение девяти дней Скуманд опустошал Кульмскую землю. Судавы захватили, разорили и сожгли два замка, перебив их гарнизоны.
В 1273 году погибли известные прусские лидеры, Геркус Мантас, вождь натангов, и Глаппе, вождь вармийцев, которые были взяты в плен крестоносцами и казнены. После гибели своих вождей Натангия и Вармия подчинились власти Тевтонского ордена. Вскоре было подавлено сопротивление погезан. Завоевание крестоносцами в 1274 году Гейльсберга вынудило почти все прусские племена капитулировать. Продолжили борьбу только три племени: скаловы, надровы и ятвяги. Эти территории были подчинены тевтонскими крестоносцами только в 1284 году. Лучшая боевая организация войск Тевтонского ордена и отрядов крестоносцев, получавших непрерывную помощь из Германии и других государств Европы, сломили сопротивление народного ополчения прусских племен.
«В год от Рождества Христова 1274, когда погезаны, вармийцы, наттанги, барты и самбы вернулись к единой святой матери церкви и, дав, как положено, заложников, чтобы впредь не предпринимать ничего противозаконного, но смиренно подчиниться вере и власти братьев, магистр и братья, радеющие о расширении пределов христианских, вооружились против племени надровов».

## Последствия восстания
Результатом повторного восстановления власти тевтонских рыцарей над Пруссией стал значительный рост притока немецкого населения в прусские владения ордена. В течение пятидесяти лет немецкие колонисты основали около тысячи пятисот городов и поселений, их население оценивалось в сто пятьдесят тысяч человек. Новые поселенцы получали выгодные условия в орденских владениях.